# Acanthochondria soleae
Acanthochondria soleae – gatunek widłonoga z rodziny Chondracanthidae. Opisał go w 1838 roku duński badacz fauny morskiej Henrik Nikolai Krøyer, nadając mu nazwę Chondracanthus soleae.